# Mikó István (unitárius főgondnok)
Bölöni Mikó István ( Debrecen, 1932. május 4. – Budapest, 2023. augusztus 21.) unitárius főgondnok.

## Életútja
Mikó István az ősi unitárius Bölöni Mikó család tagjaként született. Mérnöki diplomát szerzett a Budapesti Műszaki Egyetemen, majd mérnök-közgazdász végzettséget, amely meghatározta a további pályáját. Munkája során számos országban járt: többek között az Egyesült Államokban, Irakban, Egyiptomban. 
Folyamatosan dolgozott 80 éves koráig, amikor 2012. augusztus 1-én ténylegesen nyugdíjba vonult. 2019 májusában szakmai életútját gyémántdiplomával ismerték el.
Aktív tagja volt a Magyarországi Unitárius Egyháznak. A Nagy Ignác utcai Egyházközség gondnoka volt, majd megválasztották előbb a Magyarországi Unitárius Egyház főgondnokhelyettesének (1994-2001), majd főgondnokává, mely tisztséget 2001 és 2005 között töltötte be. 
Foglalkozott mind a Nagy Ignác utcai épület teljes visszaadásával, mind a Hőgyes Endre utcai ingatlan tulajdonjogi kérdéseivel, folytatva ezzel dr. Murvay Sámuel korábbi főgondnok megkezdett tulajdon-visszaigénylési tevékenységét.

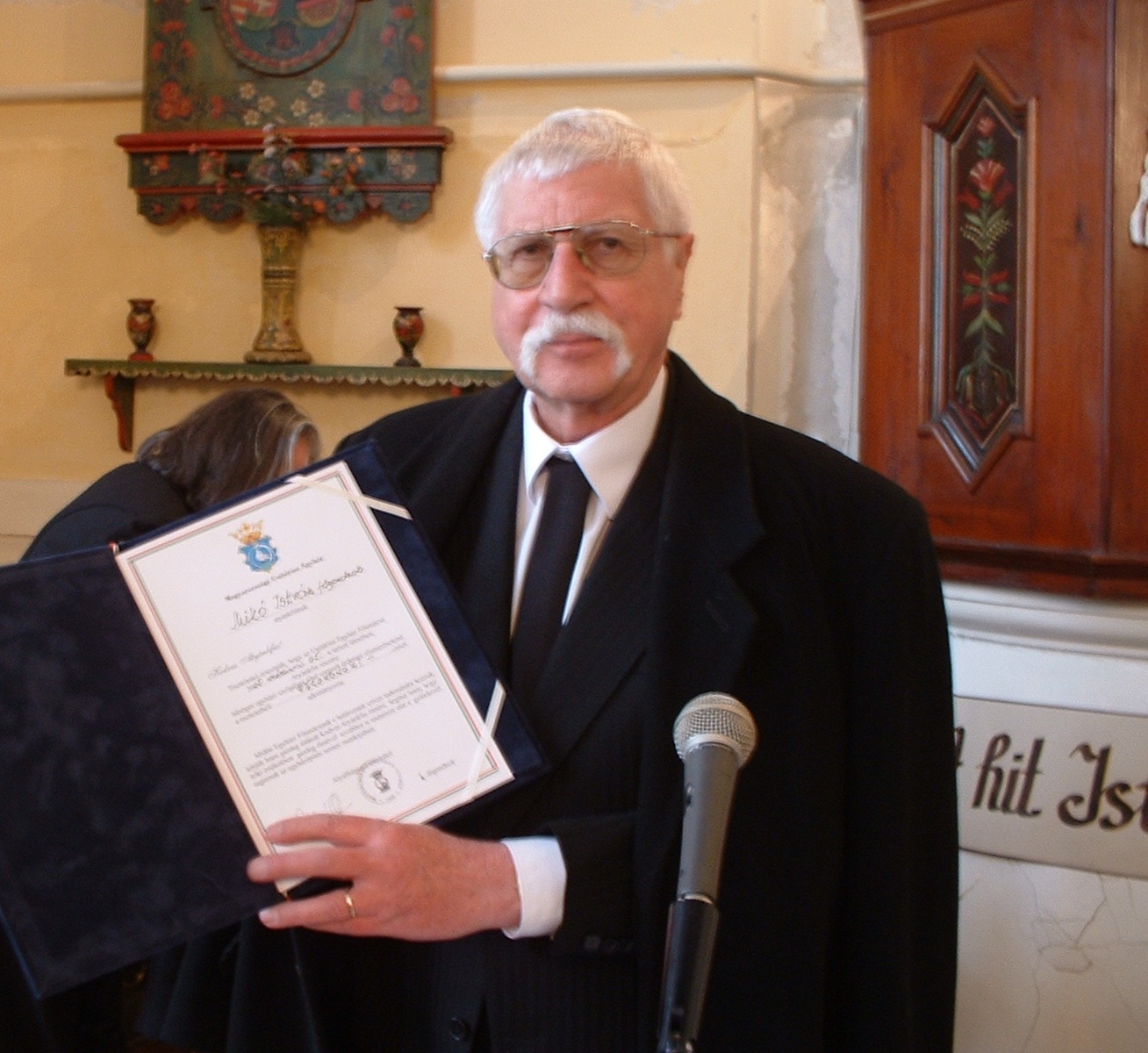
Mikó István tiszteletbeli főgondnok átveszi a Szervét Mihály-díjat 2005-ben

Aktív szerepet vállalt a nemzetközi unitárius mozgalomban is. 2002-ben fő szervezője volt a Budapesten megrendezett IARF-világkongresszusnak. 2005-ben első alkalommal részesült az egyház által alapított Szervét Mihály-díjban, melyet az unitárius közösség szolgálatában végzett kimagasló, példamutató tevékenység elismeréseként adományoz évente egy alkalommal az unitárius egyház. 
2023. augusztus 21-én, 91 éves korában hunyt el. A Farkasréti temetőben található családi sírban helyezték nyugalomra a szülei mellé.